# Wielkie Przylądki
Wielkie Przylądki – trzy najważniejsze przylądki na południowych oceanach – Przylądek Dobrej Nadziei w Afryce, Cape Leeuwin w Australii, oraz Horn w Ameryce Południowej. Są to najważniejsze punkty w podróży dookoła świata szlakiem kliprów.